# 厚木市指定文化財一覧
厚木市指定文化財一覧（あつぎししていぶんかざいいちらん）は、神奈川県厚木市指定の文化財や史跡等を一覧形式でまとめたものであるが、全てを掲載しているわけではない。

## 有形文化財

### 建造物
- 観音堂 〔厚木市飯山〕 1962年4月20日指定 ※長谷寺所有
- 薬師堂 〔厚木市妻田西〕 1972年4月12日指定 ※妻田薬師保存会（遍照院）所有
- 厨子 〔厚木市妻田西〕 1972年4月12日指定 ※妻田薬師保存会（遍照院）所有
- 釈迦堂 〔厚木市上依知〕 1972年11月18日指定 ※妙伝寺所有
- 二天門 〔厚木市上依知〕 1972年11月18日指定 ※妙伝寺所有
- 石灯籠 〔厚木市温水〕 1973年7月18日指定 ※春日神社所有
- 石造物28基 〔厚木市金田〕 1979年2月7日指定 ※建徳寺所有
- 下川入諏訪神社本殿 〔厚木市下川入〕 1994年12月5日指定 ※諏訪神社所有
- 三田八幡神社本殿 〔厚木市三田〕 1996年4月26日指定 ※八幡神社所有
- 荻野神社本殿 〔厚木市上荻野〕 1996年4月26日指定
- 聞修寺山門 〔厚木市小野〕 1997年5月8日指定
- 旧岸家住宅 〔厚木市上荻野〕 1999年7月22日指定
- 石灯籠（康暦2年） 〔厚木市愛甲〕 2007年9月1日指定 ※熊野神社所有

### 彫刻
- 木造 薬師如来坐像 〔厚木市妻田西〕 1972年4月12日指定 ※妻田薬師保存会（遍照院）所有
- 木造 日光菩薩立像 〔厚木市妻田西〕 1972年4月12日指定 ※妻田薬師保存会（遍照院）所有
- 木造 月光菩薩立像 〔厚木市妻田西〕 1972年4月12日指定 ※妻田薬師保存会（遍照院）所有
- 木造 薬師如来立像 〔厚木市妻田西〕 1972年4月12日指定 ※妻田薬師保存会（遍照院）所有
- 木造 十二神将立像 〔厚木市妻田西〕 1972年4月12日指定 ※妻田薬師保存会（遍照院）所有
- 木造 釈迦如来立像 〔厚木市上依知〕 1972年11月18日指定 ※妙伝寺所有
- 木造 毘沙門天(多聞天)立像 〔厚木市上依知〕 1972年11月18日指定 ※妙伝寺所有
- 木造 持国天立像 〔厚木市上依知〕 1972年11月18日指定 ※妙伝寺所有
- 木造 菩薩立像 2躯 〔厚木市戸田〕 2001年11月16日指定 ※延命寺所有

### 工芸品
- 銅鐘 〔厚木市妻田西〕 1972年4月12日指定 ※遍照院所有
- 銅鐘 〔厚木市酒井〕 1974年4月9日指定 ※飯出神社所有
- 布薩形水瓶 〔厚木市飯山〕 2011年6月15日指定 ※金剛寺所有
- 信貴山形水瓶 〔厚木市飯山〕 2011年6月15日指定 ※金剛寺所有
- 錫杖頭 〔厚木市飯山〕 2011年6月15日指定 ※金剛寺所有
- 銅鋺 〔厚木市飯山〕 2011年6月15日指定 ※金剛寺所有

### 考古資料
- 土師器 〔厚木市下古沢〕 1961年10月21日指定
- 子ノ神遺跡出土家形土器 〔厚木市寿町〕 2009年2月13日指定
- 林王子遺跡出土有孔鍔付土器 〔厚木市寿町〕 2009年2月13日指定

### 文書
- 中世文書2葉 〔厚木市下荻野〕 1969年8月20日指定

## 民俗芸能
- 相模里神楽 〔厚木市酒井〕 1971年7月1日指定 ※相模里神楽垣澤社中
- 古式消防(木遣唄･まとい振り･梯子乗り) 〔厚木市〕 1971年7月1日指定 ※厚木市古式消防保存会
- 伊勢十二座大神楽獅子舞 〔厚木市旭町〕 1980年9月12日指定 ※伊勢十二座大神楽獅子舞保存会
- 双盤念仏 〔厚木市酒井〕 1994年12月5日指定 ※法雲寺酒井双盤講

## 史跡、名勝、天然記念物

### 史跡
- 旧厚木村渡船場跡 〔厚木市東町〕 1961年10月21日指定
- 荻野山中藩陣屋跡 〔厚木市下荻野〕 1970年7月15日指定
- 烏山藩厚木役所跡 〔厚木市厚木町〕 1977年7月1日指定
- 本間氏累代の墓 〔厚木市金田〕 1979年2月7日指定 ※建徳寺

### 天然記念物
- カシワ 〔厚木市下依知〕 1966年8月17日指定
- イヌマキ 〔厚木市飯山〕 1966年8月17日指定 ※長谷寺
- イチョウ(2本） 〔厚木市上依知〕 1968年11月30日指定 ※依知神社
- イチョウ 〔厚木市旭町〕 1977年4月13日指定 ※熊野神社
- イチョウ 〔厚木市上荻野〕 1988年9月26日指定 ※荻野神社
- カゴノキ 〔厚木市林三丁目〕 1988年9月27日指定 ※林神社